# Kassenobligation

Kassenobligation über 100000 DM der Lastenausgleichsbank vom Januar 1959

Eine Kassenobligation ist eine öffentlich begebene Anleihe mittlerer Laufzeit. Als Emittenten treten die öffentliche Hand und Kreditinstitute auf, die maximale Laufzeit beträgt in Deutschland vier Jahre, in Österreich fünf Jahre und in der Schweiz zehn Jahre.
Vom Staat emittierte Kassenobligationen werden in Deutschland als Bundesschatzbriefe und in Österreich als Bundesschatzscheine bezeichnet.